# Norio Omura
Norio Omura (小村徳男, Omura Norio), né le 6 septembre 1969 à Matsue dans la préfecture de Shimane, est un footballeur japonais des années 1990 et 2000.

## Biographie
En tant que défenseur, Norio Omura joua en équipe nationale à trente reprises (1995-1998) pour quatre buts inscrits. Titulaire à tous les matchs, il participa à la Coupe d'Asie des nations de football 1996, et fut éliminé en quarts par le Koweït. Il participa à la Coupe du monde de football de 1998, la première participation du Japon, où il ne joua qu'un seul match contre la Jamaïque, en tant que titulaire. Le Japon fut éliminé au premier tour.
Il joua pour cinq clubs nationaux de 1992 à 2008 (Yokohama Marinos/Yokohama F. Marinos, Vegalta Sendai, Sanfrecce Hiroshima, Yokohama FC et Gainare Tottori), remportant des titres nationaux et asiatiques.

## Palmarès
- Coupe Kirin
  - Vainqueur en 1995
- Coupe d'Asie des vainqueurs de coupe
  - Vainqueur en 1993
- J. League J2
  - Champion en 2006
- Championnat du Japon de football
  - Champion en 1995
- Coupe du Japon de football
  - Vainqueur en 1992
- Coupe de la ligue du Japon
  - Vainqueur en 2001
- Supercoupe du Japon de football
  - Finaliste en 1996